# Franz Krbek
Franz von Krbek (Komárom, 1898. március 12. vagy 13. – Greifswald, 1984. június 3.) német matematikus, fizikus és főiskolai tanár.

## Élete
Apja a 12. gyalogezred tisztje volt. Budapesten járt gimnáziumba, majd 1915-től a Budapesti Egyetemen tanult matematikát, fizikát és csillagászatot. Doktori fokozatot is szerzett. Ösztöndíjasként göttingeni, párizsi és berlini egyetemekre járt, majd asszisztens lett Bonnban és Berlinben.
A Greifswaldi Egyetem 1913-1921 közötti matematika tanára Felix Hausdorff jelentős hatással volt rá. 1942-től Krbek a Greifswaldi Egyetemen oktatott. 1945-ben habilitált és docens lett. 1963-as visszavonulásáig matetikát oktatott. Szakemberek generációi kerültek ki keze alól.

## Művei
- 1936 Die Grundlagen der Quantenmechanik und ihre Mathematik. Junker u. Dünnhaupt, Berlin
- 1942 Erlebte Physik. Deutscher Verlag, Berlin
- 1943 A fizika mint élmény
- 1952 Eingefangenes Unendlich. Geest & Portig, Leipzig
- 1954 Grundzüge der Mechanik. Geest & Portig, Berlin
- 1962 Geometrische Plaudereien. Teubner, Leipzig
- 1964 Über Zahlen und Überzahlen. Teubner, Leipzig
- 1967 Formen und Formeln. Teubner, Leipzig

## Fordítás
- Ez a szócikk részben vagy egészben  a   Franz von Krbek című német Wikipédia-szócikk fordításán alapul.  Az eredeti cikk szerkesztőit annak laptörténete sorolja fel. Ez a jelzés csupán a megfogalmazás eredetét és a szerzői jogokat jelzi, nem szolgál a cikkben szereplő információk forrásmegjelöléseként.